# エティエンヌ・ジルソン
エティエンヌ・アンリ・ジルソン（Étienne Henri Gilson、1884年6月13日 - 1978年9月19日）は、フランスの哲学者、哲学史家。専門は西洋中世哲学、キリスト教哲学。デカルト研究で知られる。ノーベル文学賞にノミネートされたが、受賞には至らなかった。

## 生涯
1884年6月13日、パリのカトリックの家庭に生まれる。父はムラン、母はブルゴーニュの出身。パリ7区の聖クロチルド聖堂区キリスト教兄弟小学校、ノートルダム・デ・シャン小学校、アンリ4世校哲学科を経て、1905年にパリ大学に進む。
パリ大学ではヴィクトル・デルボス (Victor Delbos) 、デュルケーム、レヴィ＝ブリュールに師事。その後、コレージュ・ド・フランスにてベルクソンに師事する。その後、ブール＝カン＝ブレスのリセ・ラランド（Lycée Lalande）などでリセの哲学教授（教師）として教鞭を執る。
1913年、デカルト研究で博士号（パリ大学）を取得。1913年、リール大学文学部講師。
1914年、第一次世界大戦で陸軍予備役下士官として招集され、1916年にドイツ軍の捕虜となった後、1919年除隊。
1919年、ストラスブール大学教授。1921年、パリ大学文学部教授に就任し、哲学史を担当。1929年、カナダ・オンタリオ州のトロント大学に中世研究所を創設し所長。1932年、コレージュ・ド・フランス教授。
他にもハーバード大学など、北米ほか各地の大学にも招聘され講義を行なった。特に1930年から32年にかけ、スコットランドのアバディーン大学でのギフォード講義「The Spirit of Medieval Philosophy 中世哲学の精神」は著名で、各国語に訳された。
1978年9月19日、フランス中部・ヨンヌ県オセールで死去。

## 研究
指導教官リュシアン・レヴィ＝ブリュールに勧められたことから、デカルトの研究を開始する。そして、1912年に、デカルトの定立した概念がいかに中世に定立された概念に依拠しているかを文献を詳細に比較して分析した『スコラ哲学＝デカルト哲学索引』 (Index scolastico-cartésien) を発表する。
その上で、近代ないし近世哲学と中世哲学との連続性を主張して、暗黒の中世的な哲学史観に転換を迫り、中世哲学の研究で業績を上げた。コレージュ・ド・フランスで、アンリ・ベルクソンの講義を聞き、トマス・アクィナスの研究を始めた。そこから、中世西洋哲学には、古代ギリシア哲学にはない、存在優位の思想があると主張して、両者の異質性を強調した。
エミール・ブレイエらは、物理学や数学にキリスト教的物理学やキリスト教的数学が存在し得ないのと同じように、キリスト教的哲学 (philosophie chrétienne) は、過去には存在しなかったし、本質的に存在し得ないと主張した。これに対して、キリスト教的哲学を肯定する立場から、論争を繰り広げた。ジルソンによれば、哲学には、形式的本質と歴史的実在の二つの秩序がある。そして、キリスト教的哲学は、歴史的実在としての秩序に属し、その意味で過去に存在したし、イスラム哲学、ユダヤ哲学と共に、哲学史の研究対象になると説いた。

## 著書
- 『スコラ哲学＝デカルト哲学索引』 (Index scolastico-cartésien, 1912)
- 『中世哲学史』 (La philosophie au Moyen Âge, 1922)
- 『デカルト体系の形成における中世思想の役割』 (Études sur le rôle de la pensée médiévale dans la formation du système cartésien, 1930)
- 『中世哲学の精神』 (L’Esprit de la philosophie médiévale, 1932)
- 『アベラールとエロイーズ』 (Héloïse et Abélard, 1938)
- 『存在と本質』 (L'être et l'essence, 1948)
- 『絵画と現実』 (Peinture et réalité, 1958)
- 『ベルクソンへの賛辞』 (Hommage à Bergson, 1967)

## 訳書
- 渡辺秀訳 『中世哲学史』 エンデルレ書店、1959年、新版1978年
- 河野六郎訳 『言語学と哲学 言語の哲学定項についての試論』 岩波書店、1974年、再版1978年
- 三嶋唯義訳 『神と哲学』 ヴェリタス書院、1966年／行路社（改訂版）、1975年
- 三嶋唯義訳 『理性の思想史 －哲学的経験の一体性』 行路社、1975年、改訂版1985年
- 服部英次郎訳 『中世哲学の精神』 筑摩書房〈筑摩叢書〉上・下、1974-75年、新装版1985年
  - 旧版『中世哲学の精神』、上巻のみ、三省堂、1944年
- 佐藤輝夫訳 『中世ヒューマニズムと文芸復興』 めいせい出版(明星大学出版部)〈教養選書〉、1976年
  - 旧版『中世ヒューマニズムと文藝復興』 白水社「佛蘭西文藝思潮叢書」、1940年
- 服部英次郎・藤本雄三訳 『アウグスティヌスとトマス・アクィナス』
  - フィロテウス・ベーナーと共著[注 1]、みすず書房、1981年、新装版1998年、2010年、2017年
- 安藤孝行訳 『存在と本質』 行路社、1981年、改訂版1986年
- 峠尚武訳 『中世における理性と啓示』 行路社、1982年
- 佐々木健一・谷川渥・山縣熙訳 『絵画と現実』 岩波書店、1985年
- 中村弓子訳 『アベラールとエロイーズ』 みすず書房、1987年
- 藤本雄三訳・著 『「神の国」論 アウグスティヌス、平和と秩序』 行路社、1995年
- 山内志朗監訳・松本鉄平訳 『キリスト教哲学入門　聖トマス・アクィナスをめぐって』 慶應義塾大学出版会、2014年